# Heidelberger Bergbahn
| Wagen der oberen Bahn bei der Einfahrt in die Station Molkenkur |                                                  |                   |                |
| Streckenlänge: | Molkenkurbahn: 0,471 km Königstuhlbahn: 1,020 km |                   |                |
| Spurweite: | 1000 mm (Meterspur)                              |                   |                |
| Stromsystem: | 400 V ~                                          |                   |                |
| Maximale Neigung: | 430 ‰                                            |                   |                |
| Streckengeschwindigkeit: | 14,4 km/h                                        |                   |                |
| |                                                  |                   |                |
| \| \| 0,000 \| Kornmarkt \| 113,2 m \| \| \| \| Tunnel (210 m) \| \| \| \| \| Schloss \| 192,0 m \| \| \| 0,471 \| Molkenkur \| Molkenkur \| \| \| 0,000 \| Molkenkur \| 289,3 m \| \| \| \| Molkenkurweg \| \| \| \| \| Abtsche Ausweiche \| \| \| \| \| Blockhausweg \| \| \| \| 1,020 \| Königstuhl \| 549,8 m \| |                                                  |                   |                |
| Betriebsstelle Streckenanfang | 0,000                                            | Kornmarkt         | 113,2 m        |
| Tunnel |                                                  | Tunnel (210 m)    | Tunnel (210 m) |
| Haltepunkt / Haltestelle |                                                  | Schloss           | 192,0 m        |
| Betriebsstelle Streckenende | 0,471                                            | Molkenkur         | Molkenkur      |
| Betriebsstelle Streckenanfang | 0,000                                            | Molkenkur         | 289,3 m        |
| Brücke |                                                  | Molkenkurweg      | Molkenkurweg   |
| |                                                  | Abtsche Ausweiche |                |
| Brücke |                                                  | Blockhausweg      | Blockhausweg   |
| Betriebsstelle Streckenende | 1,020                                            | Königstuhl        | 549,8 m        |

Logo

Die Heidelberger Bergbahn, auch Heidelberger Bergbahnen, ist eine Kombination von zwei Standseilbahnen in Heidelberg. Die „Molkenkurbahn“ führt vom Kornmarkt am Rand der Altstadt vorbei am Heidelberger Schloss zur Molkenkur. Dort steigt man um in die „Königstuhlbahn“ zum Königstuhl. Die Bahnen werden vom kommunalen Eigenbetrieb Heidelberger Straßen- und Bergbahn AG (HSB) betrieben und fahren auf einer Spurweite von 1.000 Millimetern. Der Höhenunterschied Kornmarkt–Molkenkur beträgt 173 Meter, die Streckenlänge 454,6 Meter und die reine Fahrzeit fünf Minuten mit einer Fahrgeschwindigkeit von fünf Metern in der Sekunde. Auf der Strecke Molkenkur–Königstuhl beträgt der Höhenunterschied 260,5 Meter, die Streckenlänge 974,5 Meter und die Fahrzeit neun Minuten bei einer Fahrgeschwindigkeit von zwei Metern in der Sekunde.

## Geschichte

### Entstehung
Etwa 1873 begannen Planungen für eine Bergbahn hinauf zum Heidelberger Schloss und zum Königstuhl, die jedoch immer wieder wegen fehlender Geldmittel oder nicht zustande gekommener Geländekäufe scheiterten. Frühe Planungen, darunter auch vom bekannten Schweizer Bergbahnpionier Niklaus Riggenbach, sahen eine Zahnradbahn vor. Erst die Gebrüder Leferenz hatten mit der am 23. März 1885 gegründeten Heidelberger Straßen- und Bergbahn Gesellschaft Leferenz und Co. Erfolg: Ihr Konzessionsgesuch von 1883 wurde am 25. Juni 1888 genehmigt, nachdem auf die Zustimmung des Stadtrats im Juli 1885 hin der Heidelberger Schloßverein und die Studentenschaft Einspruch erhoben. Sie wurde vom 13. August 1888 bis zum 16. November 1889 erbaut.
Am 30. März 1890 wurde die untere Sektion der Heidelberger Bergbahn eröffnet, eine Standseilbahn vom Kornmarkt zur Molkenkur, die eine Mittelstation am Schloss besitzt. Der Antrieb erfolgte zunächst mit Wasserballast. Die Strecke besaß bei Eröffnung noch eine zusätzliche Zahnstange zum Bremsen und zur Regulierung der Fahrgeschwindigkeit. Die Anlage wurde von der Maschinenfabrik Esslingen gebaut, die beiden Wagen wurden von der örtlichen Waggonfabrik Fuchs geliefert, welche auch Straßenbahnwagen für Heidelberg herstellte. Im ersten Betriebsjahr wurden 189 904 Fahrgäste befördert.
1905 begannen die Bauarbeiten für die obere Sektion der Bergbahn von der Molkenkur zum Königstuhl. Die Anlage wurde durch Von Roll gebaut und am 1. Juni 1907 eröffnet. Die ebenfalls von der Waggonfabrik Fuchs gelieferten Wagen sind bis heute erhalten und sind seit März 2005 nach einer grundlegenden Sanierung mit Anpassung an die neuesten Sicherheitsbestimmungen wieder im Einsatz.
Die untere Bahn wurde nach einer kurzen Betriebsunterbrechung wegen Umbauarbeiten 1907 wiedereröffnet, da man den Wasserballast-Antrieb auf den bei der oberen Bahn schon verwendeten elektrischen Antrieb umstellte. Die Arbeiten wurden durch Von Roll ausgeführt, der auch die obere Bahn erstellt hatte. Beide Bahnen liefen in den folgenden Jahren ohne nennenswerte Probleme, so dass Betriebseinstellungen nur durch höhere Gewalt wie Energieknappheit, Krieg oder Änderung der Sicherheitsvorschriften vorkamen.

### Neuzeit und Umbauten
In den 1950er Jahren wurde für den stark ansteigenden Tourismus der Ersatz durch eine Rolltreppe mit höherer Beförderungskapazität zum Schloss geplant. Letztlich wurde der Bergbahn der Vorzug gegeben und so wurde vom 24. September 1961 bis zum 26. April 1962 die alte untere Sektion der Bergbahn stillgelegt und eine dem damaligen Stand der Technik entsprechende Bergbahn gebaut. Dabei wurden auch die Stationen Kornmarkt und Schloss nach dem damaligen Zeitgeschmack in Waschbetonbauweise errichtet, die einen Kontrast zur weitgehend erhalten gebliebenen Altstadt bildeten. Außerdem errichtete die HSB über der Bergbahnstation Kornmarkt ein Parkhaus.
Die Wagen wurden diesmal von der Waggonfabrik Rastatt geliefert. Die neue untere Bergbahn wurde 1962 in Betrieb genommen.

### Stilllegung und Wiedereröffnung
2002 ordnete überraschend das Landesamt für Geologie, Rohstoffe und Bergbau Baden-Württemberg in Freiburg die Einstellung der oberen Bergbahn zum 30. April 2003 an, da sie nicht mehr den – nach dem Kapruner Unfall geänderten – Sicherheitsbestimmungen der Europäischen Union genüge; und dies, obwohl im Jahre 2000 bei einer Revision die Betriebssicherheit bestätigt worden war. Zwar versuchte der Betreiber eine Ausnahmegenehmigung zu erhalten, um zumindest über die Sommersaison den Betrieb abzusichern, dies wurde jedoch abschlägig beschieden. Aus diesem Grund fuhr die obere Bergbahn Ende April 2003 – zunächst – zum letzten Mal.
Die untere Bergbahn durfte dank einer Ausnahmegenehmigung bis zum 31. Oktober 2003 weiterbetrieben werden. Im Frühjahr 2004 wurden allerdings ihre Wagen abtransportiert und verschrottet. Die Wagen der oberen Bergbahn wurden in die Schweiz überführt, wo sie grundlegend saniert und den neuesten Sicherheitsbestimmungen behutsam angepasst wurden. Sie erhielten auch den historischen Anstrich wieder.
Ende 2004 wurden die neuen und größeren Wagen für die untere Bergbahn geliefert und auch die sanierten Wagen der oberen Bergbahn kamen wieder aus der Schweiz zurück. Beide Bergbahnen wurden zum Saisonstart am 24. März 2005 wieder in Betrieb genommen und genügen nunmehr den aktuellen Sicherheitsbestimmungen.

## Denkmalschutz
Die obere Bergbahn ist die älteste Standseilbahn in Baden-Württemberg und neben der jüngeren Standseilbahn Stuttgart die einzige, bei der die ursprüngliche Technik funktionstüchtig erhalten blieb. 2004 wurde die obere Bergbahn in ihrer Gesamtheit als Kulturdenkmal von besonderer Bedeutung in das Denkmalbuch des Landes Baden-Württemberg eingetragen.

## Galerie

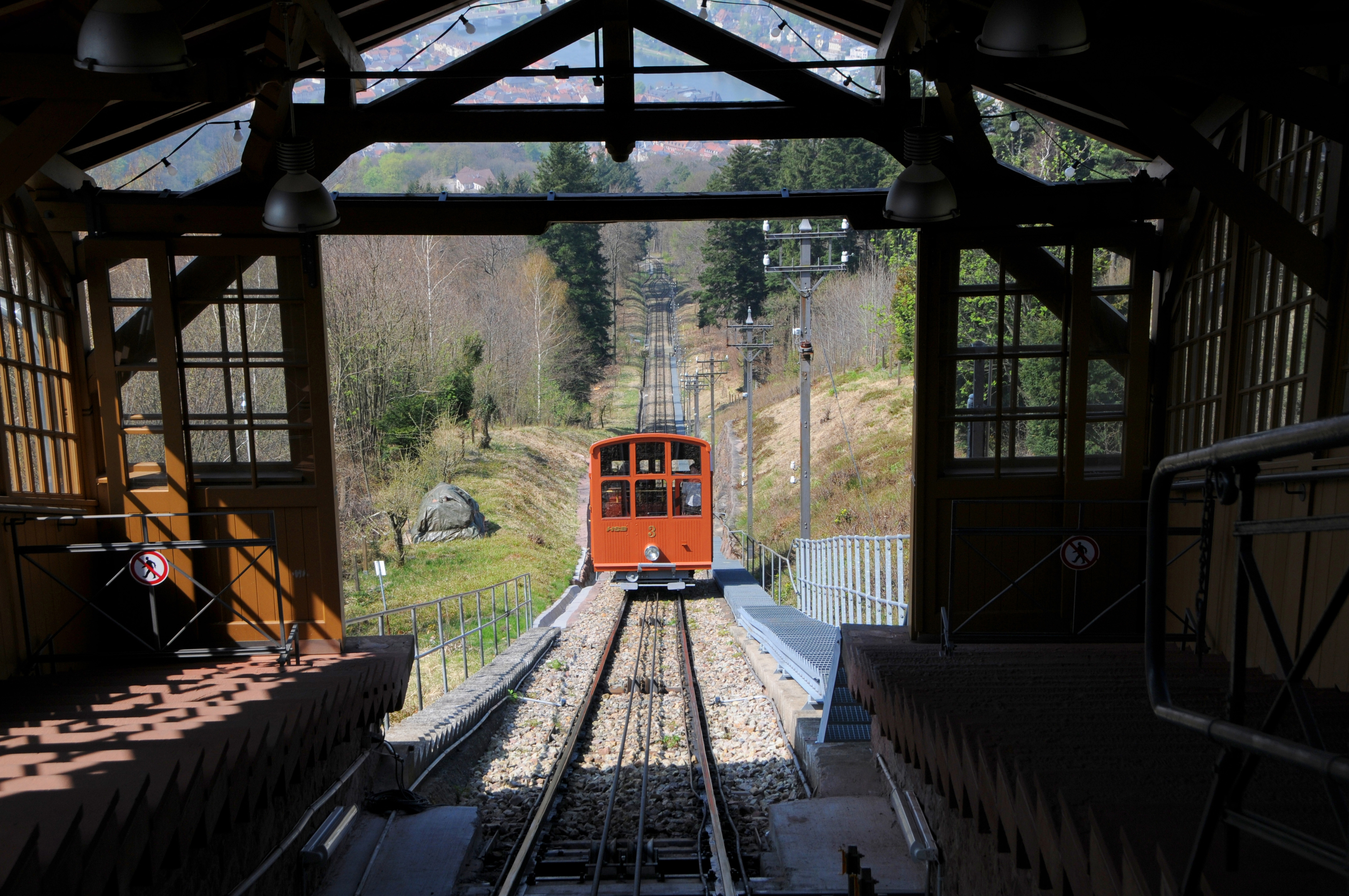
Bergstation auf dem Königstuhl
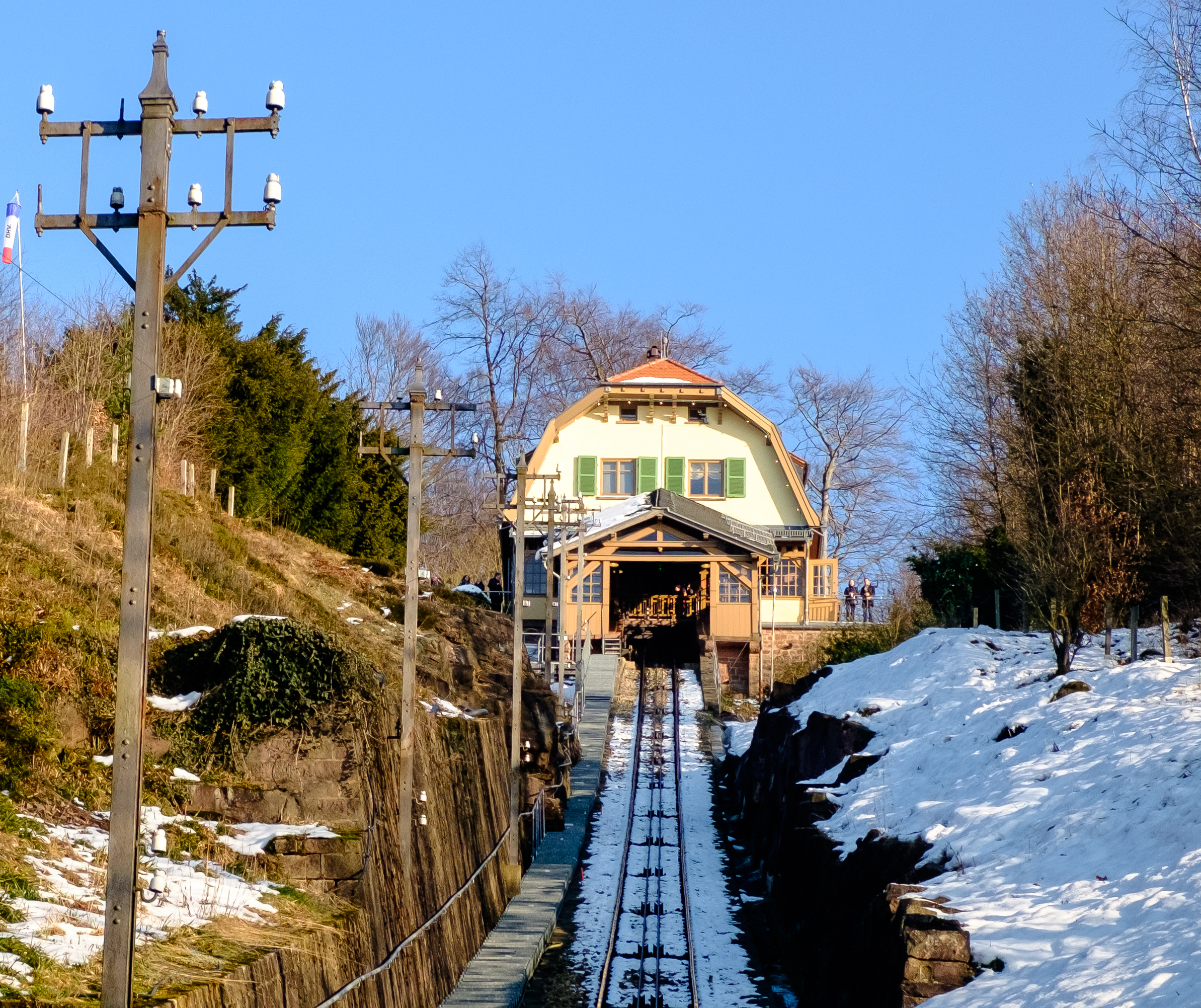
Einfahrt in die  Station Königstuhl
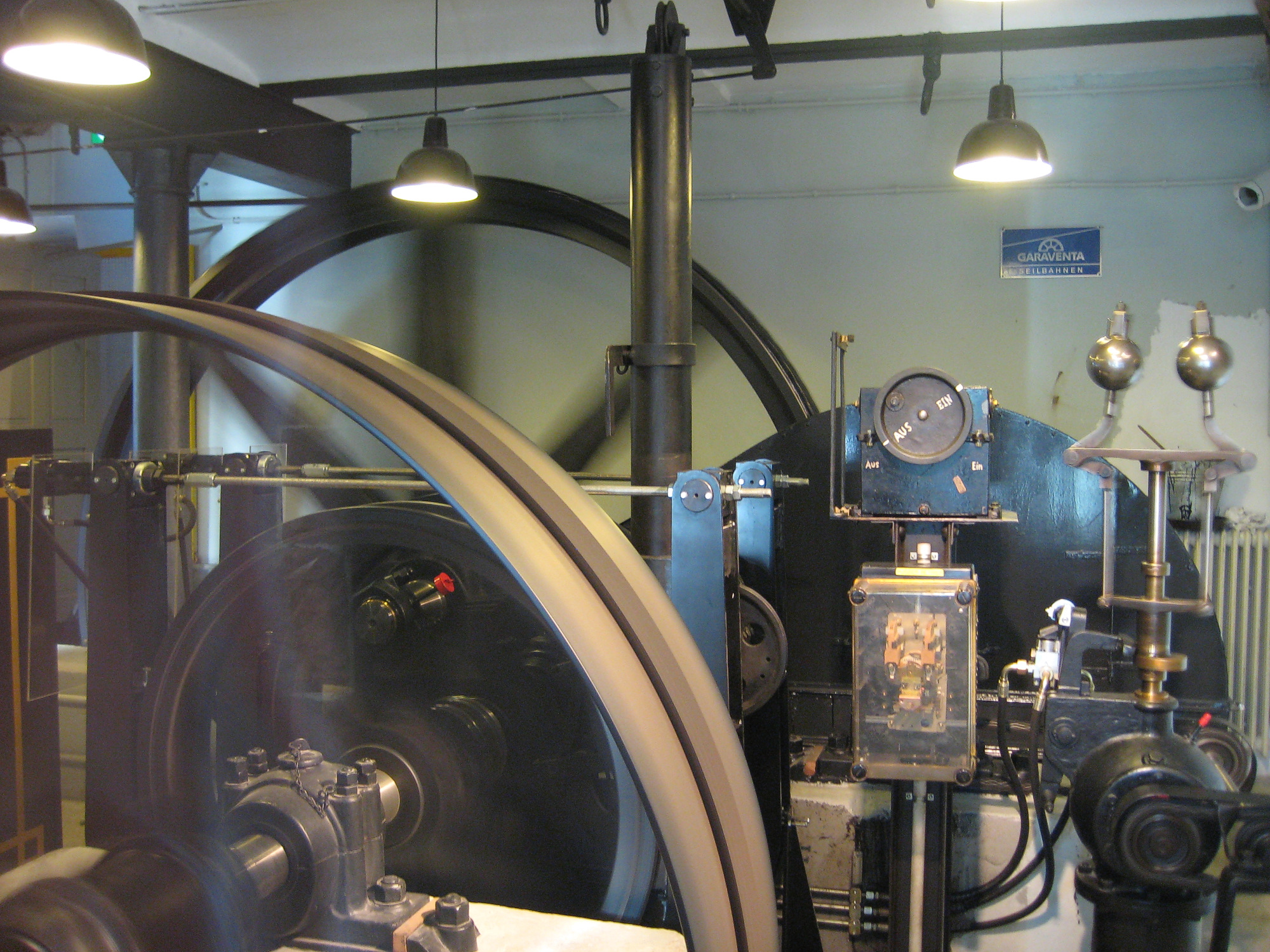
Antriebsräder in der Bergstation Königstuhl
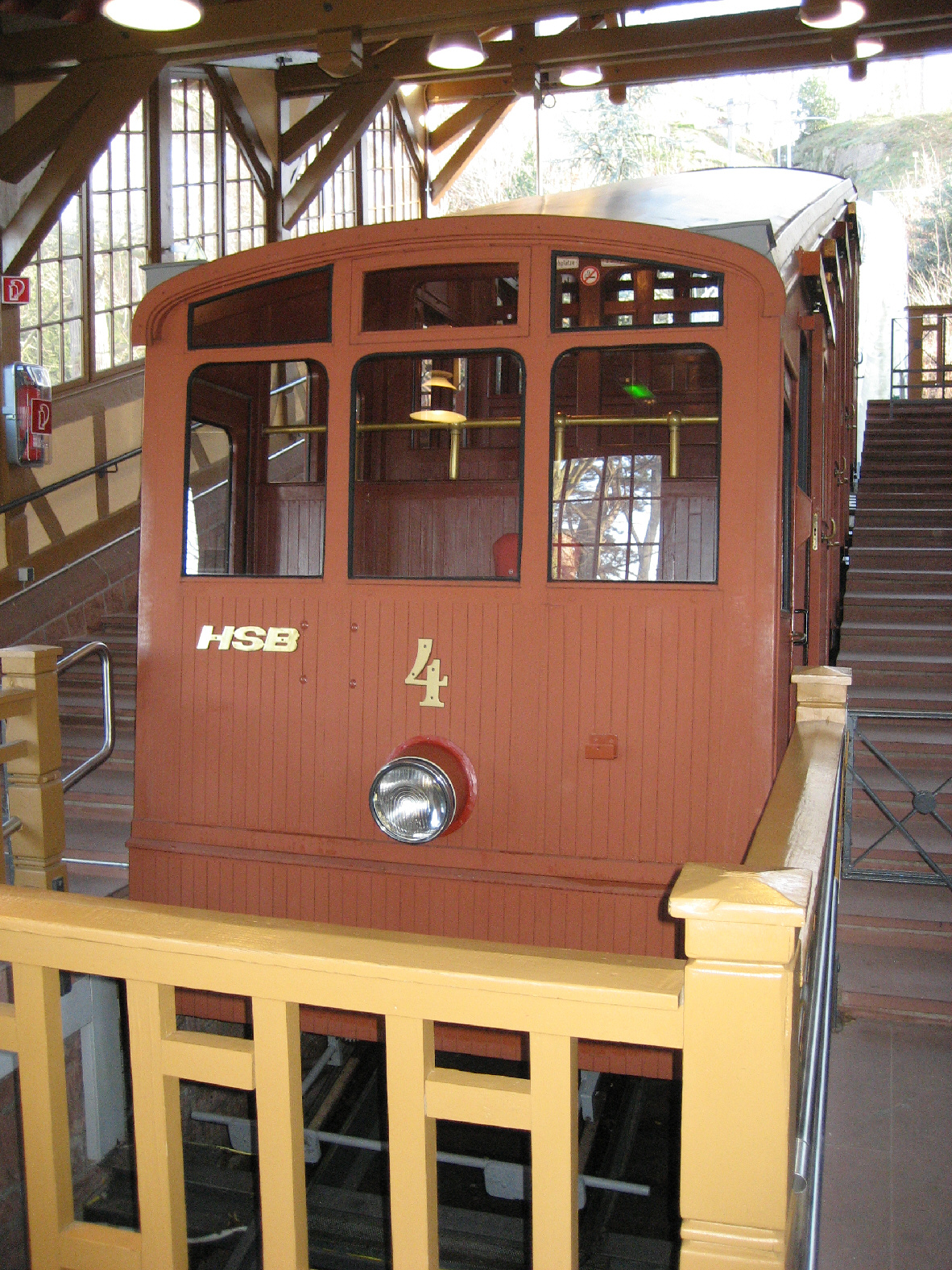
Renovierter Wagen der oberen Bergbahn an der Station Molkenkur (2007)
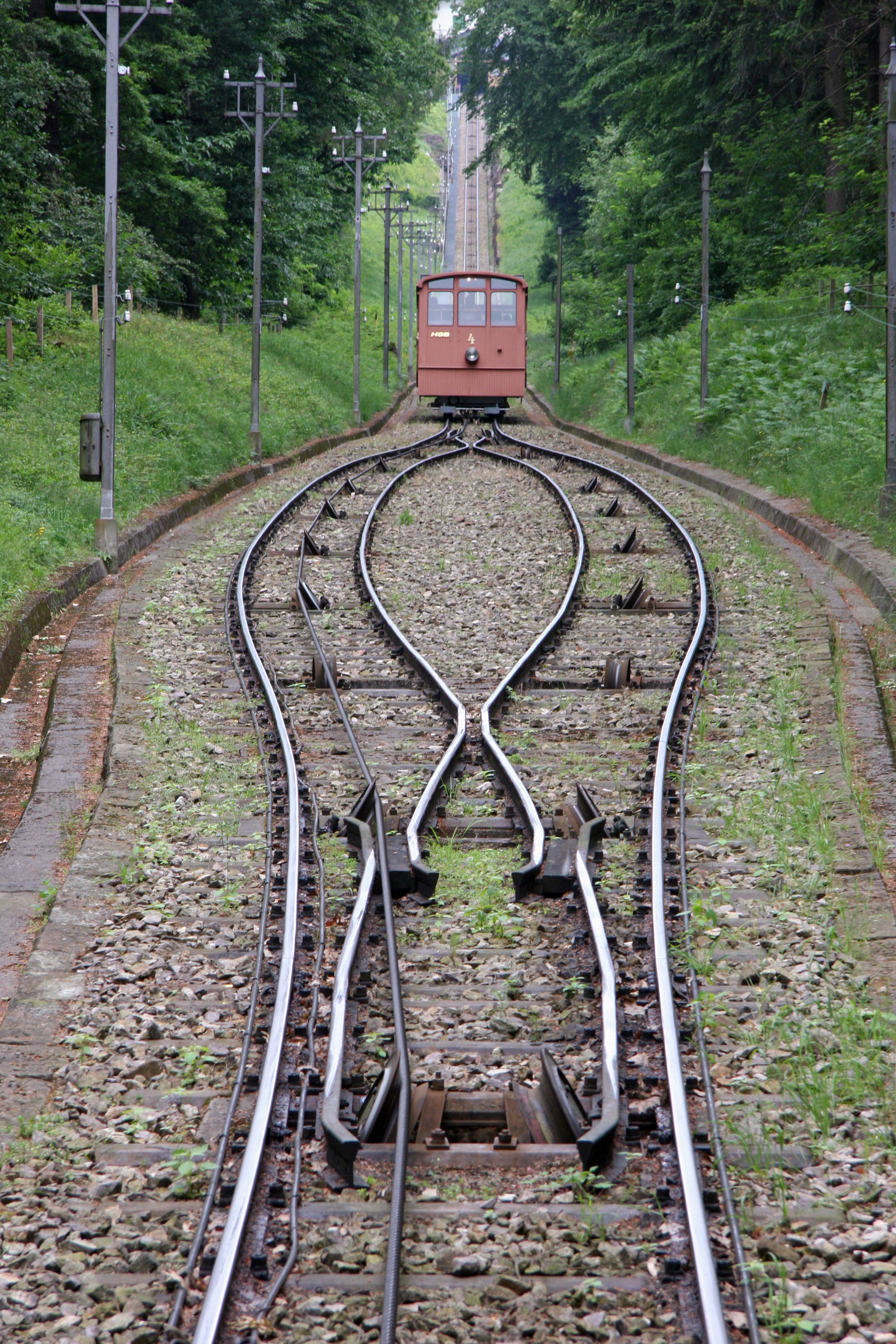
Ausweichstelle mit Abtscher Weiche
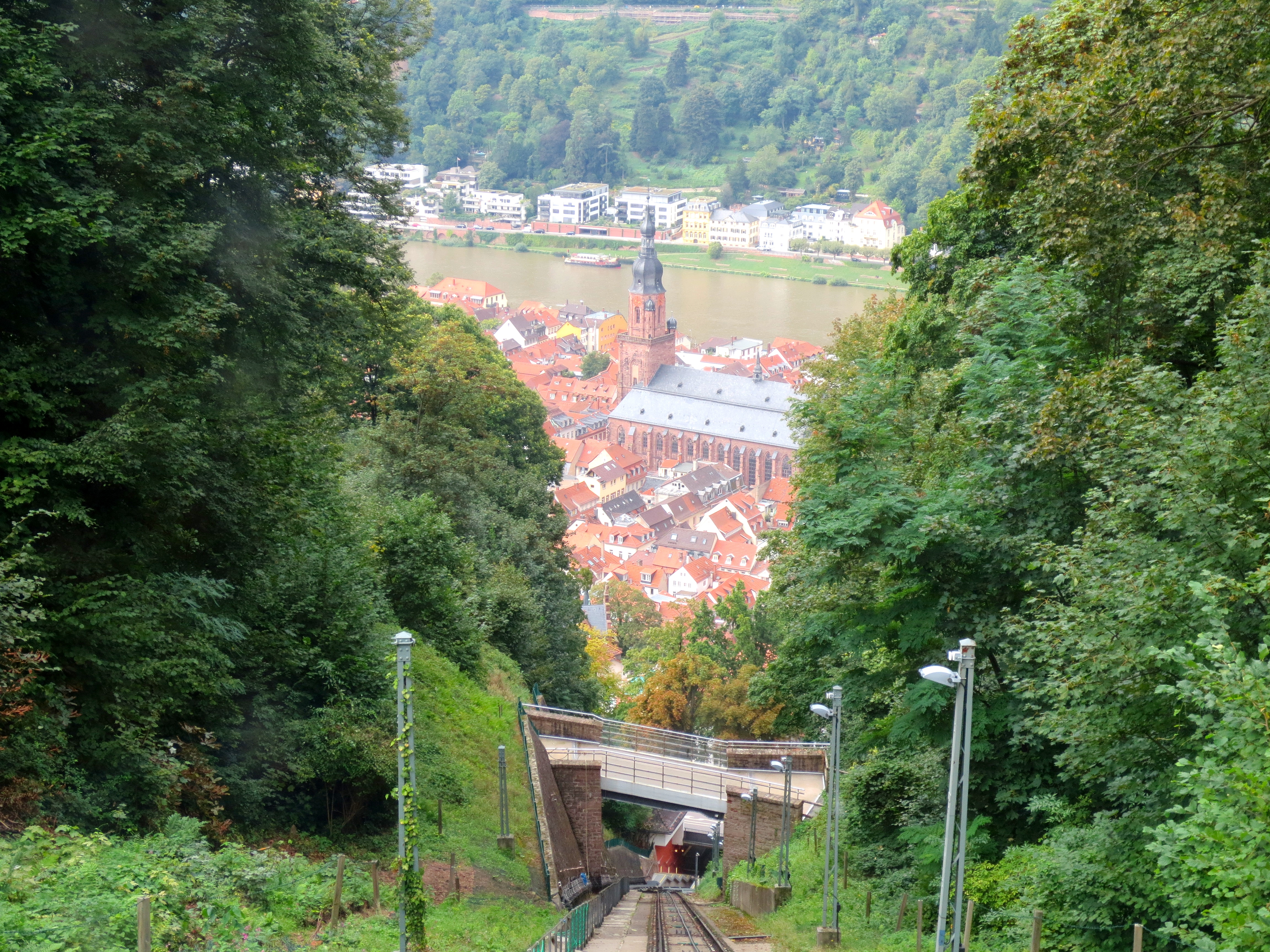
Blick aus der Bergbahn Talstation/Molkenkur auf die Stadt
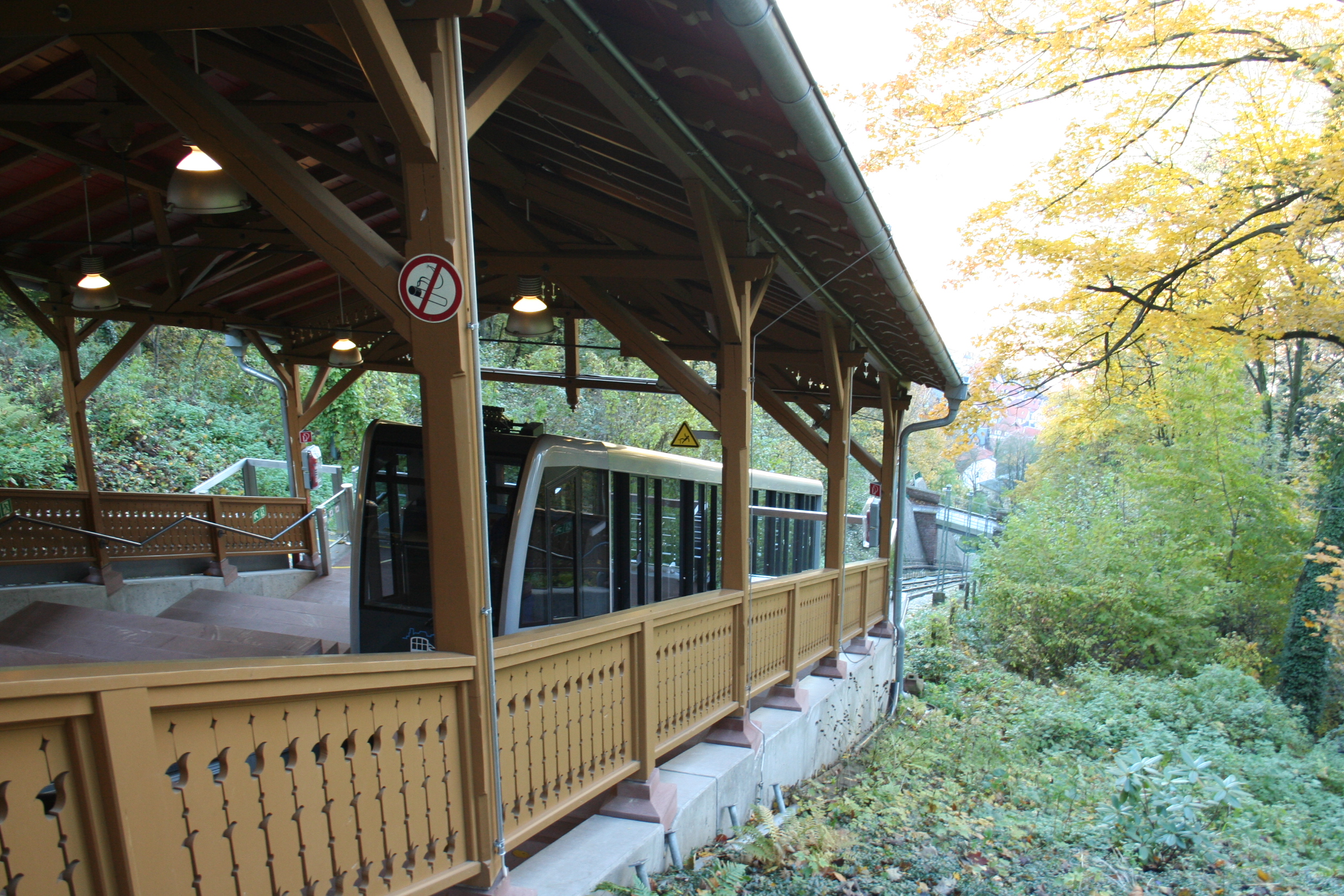
Neuer Wagen der unteren Bergbahn an der Station Molkenkur
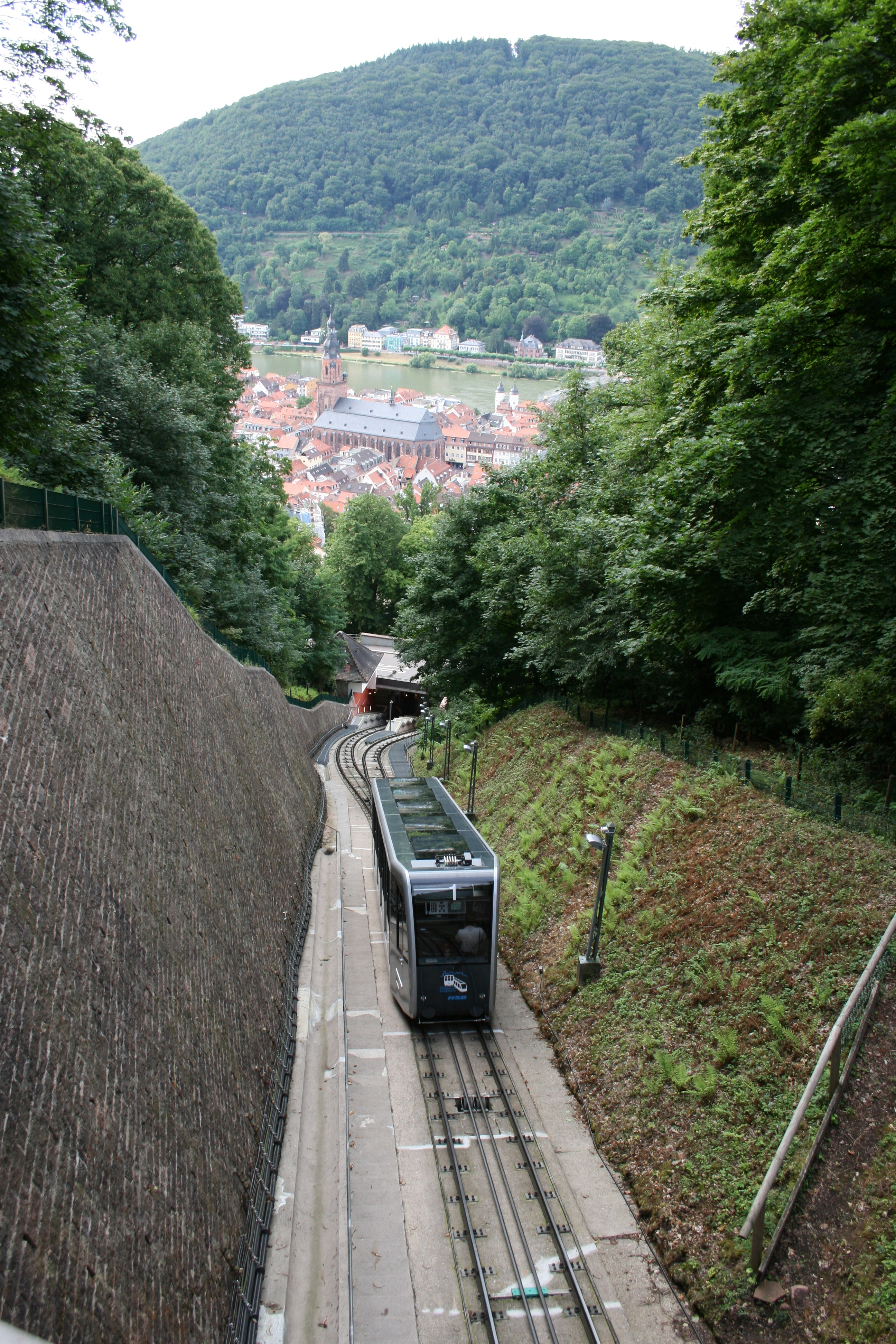
Molkenkurbahn oberhalb der Mittelstation Schloss
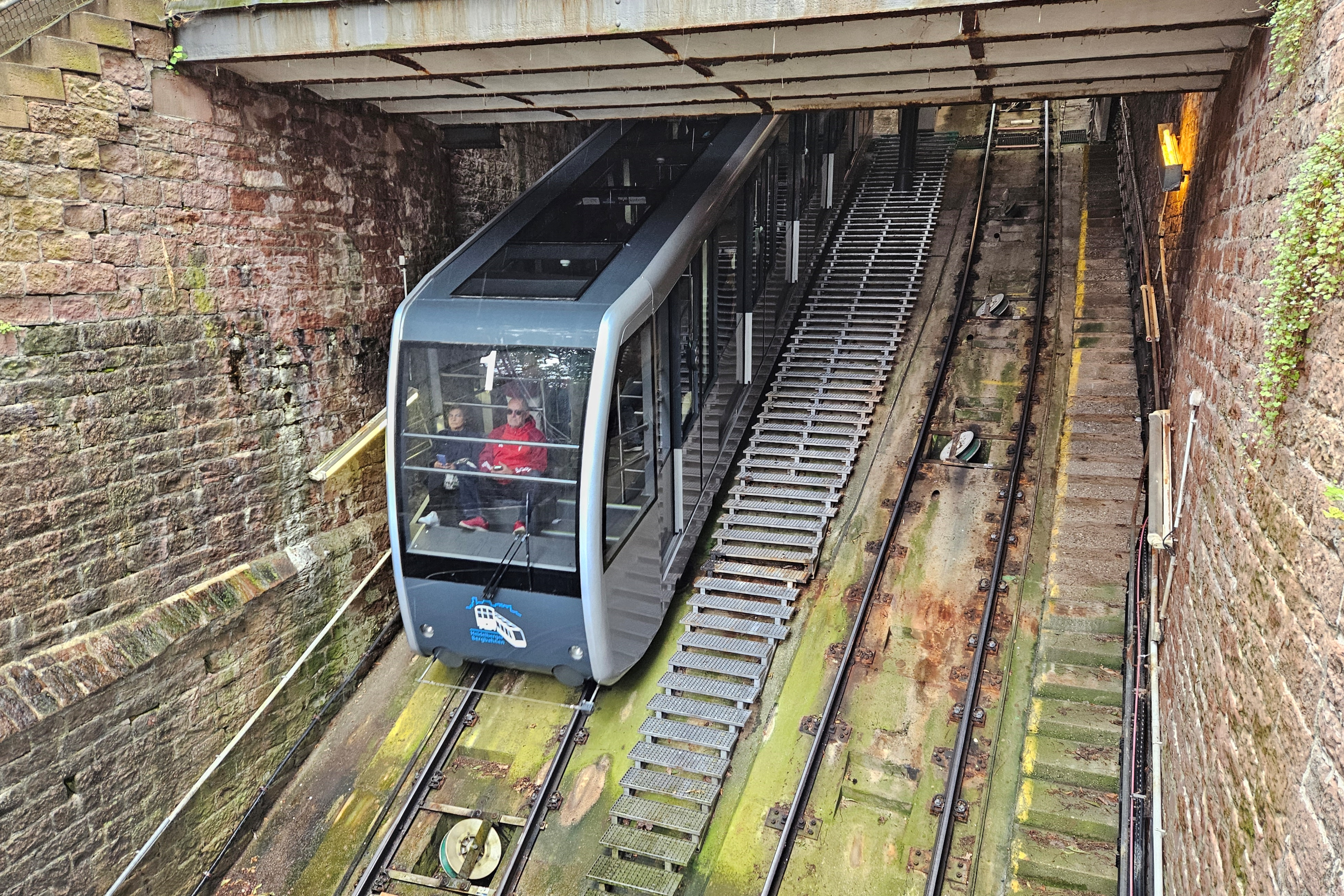
Molkenkurbahn  beim Schloss